# Liste der Flughäfen in Slowenien
Dies ist eine Liste der Flughäfen in Slowenien:

## Flughäfen nach ICAO-Code

### Zivil
- Flugplatz Ajdovščina – LJAJ – Ajdovščina
- Flugplatz Lesce-Bled – LJBL – Lesce
- Flughafen Bovec – LJBO – Bovec
- Flughafen Celje – LJCL – Celje (Levec)
- Flugplatz Divača – LJDI – Divača
- Flughafen Ljubljana – LJLJ (LJU) – Ljubljana
- Flughafen Maribor – LJMB (MBX) – Maribor
- Flughafen Murska Sobota – LJMS – Murska Sobota (Rakičan)
- Flughafen Novo mesto-Prečna – LJNM – Novo mesto (Prečna)
- Flugplatz Postojna – LJPO – Postojna
- Flughafen Ptuj – LJPT – Ptuj (Moškanjci)
- Flughafen Portorož – LJPZ (POW) – Portorož
- Flughafen Slovenj Gradec – LJSG – Slovenj Gradec
- Flughafen Šoštanj – LJSO (vormals LJVE) – Velenje (Lajše)

### Militärisch
- Cerklje ob Krki Air Base – LJCE – Cerklje ob Krki, Brežice

## Flugplätze ohne ICAO-Code
- Flugplatz Podpeč – Podpeč
- Flugplatz Zagorje – Zagorje ob Savi